# Brahmapur
Brahmapur is een stad en notified area in het district Ganjam van de Indiase staat Odisha. 

## Demografie
Volgens de Indiase volkstelling van 2001 wonen er 289.724 mensen in Brahmapur, waarvan 52% mannelijk en 48% vrouwelijk is. De plaats heeft een alfabetiseringsgraad van 74%. 